# Palazzo Guanabara
Il palazzo Guanabara (in portoghese Palácio Guanabara), precedentemente noto come Palazzo Isabel, è uno storico edificio situato in rua Pinheiro Machado (ex Rua Guanabara), nel quartiere di Laranjeiras a Rio de Janeiro. È la sede ufficiale del governo dello stato di Rio de Janeiro. Palazzo Guanabara non deve essere confuso con il Palácio das Laranjeiras, situato nello stesso quartiere, che è invece la residenza ufficiale del governatore di Rio de Janeiro.

## Storia
Originariamente in stile neoclassico, la sua costruzione fu iniziata dal portoghese José Machado Coelho nel 1853 e fu utilizzata come residenza privata fino agli anni Sessanta del XIX secolo. Acquistato dalla famiglia imperiale brasiliana e poi ristrutturato dall'architetto José Maria Jacinto Rebelo, nel 1865 divenne la residenza della principessa Isabella e di suo marito, il conte d'Eu, e fu allora conosciuto come Palazzo Isabel. All'epoca, l'accesso al palazzo avveniva attraverso Rua Paissandu, ornata da un centinaio di palme imperiali (Roystonea oleracea).
La proprietà appartenne ai principi fino alla proclamazione della Repubblica nel 1889, quando fu confiscata dal governo militare e trasferita al Governo federale con un decreto del 1891. La famiglia imperiale ha cercato di rientrare in possesso dell'edificio per 125 anni, in quella che è stata una delle cause giudiziarie più lunghe del Paese, fino a perdere la causa nel 2020, quando la Corte Suprema ha stabilito che il palazzo appartiene allo Stato brasiliano e non alla famiglia imperiale, che non ha mai ricevuto nemmeno un indennizzo per l'esproprio. Nel dicembre 2018, il tribunale di Rio de Janeiro ha stabilito che il palazzo non appartiene alla famiglia imperiale del Brasile e che nessun indennizzo è dovuto alla famiglia per l'occupazione della struttura da parte del governo repubblicano.
Nel 1908, una nuova ristrutturazione eseguita da Francisco Marcelino de Souza Aguiar ha conferito alla facciata del palazzo caratteristiche eclettiche. L'edificio annesso di sei piani, che ospita l'ufficio del vice governatore e la Casa Civile e i sottosegretariati del governo, è stato inaugurato solo nel 1968.
Il palazzo fu utilizzato dal presidente Getúlio Vargas come residenza ufficiale durante l'Estado Novo (1937-1945). Fu attaccato durante il putsch dell'Azione Integralista Brasiliana nel 1938, respinto dalla Polizia Speciale della Polizia Civile di Rio de Janeiro supportata dall'Esercito.
Nel 1946 il palazzo Guanabara divenne la sede del Municipio del Distretto Federale e, allo stesso tempo, cessò di essere la residenza ufficiale della Presidenza della Repubblica, che tornò al Palazzo Catete e successivamente, durante l'amministrazione Kubitschek, fu trasferita al Palazzo Laranjeiras, a due isolati di distanza. Nel 1960, quando Rio de Janeiro cessò di essere la capitale federale, il territorio dell'ex Distretto Federale divenne lo Stato di Guanabara; a quel punto il Palazzo divenne la sede del Governo dello Stato di Guanabara, funzione che manterrà anche dopo la fusione dello Stato di Guanabara con lo Stato di Rio de Janeiro nel 1975, durante il governo del presidente Ernesto Geisel. Allo stesso tempo, il Palazzo Guanabara fu donato dal governo federale allo Stato di Rio de Janeiro, e il Palazzo Ingá di Niterói cessò di ospitare il governo di Rio de Janeiro.